# Paul Erangey
Paul Erangey (* 18. September 1966; † 1. April 2004) war ein britischer Schauspieler und Kinderstar.
Erangey trat erstmals in der britischen TV-Produktion Penmarric 1979 als Schauspieler in Erscheinung. Über die Grenzen Großbritanniens hinaus bekannt, wurde er durch die Rolle des Harold Hensman in der Serie „Brendon Chase“, (dt. Im Schatten der Eule). 1982 nahm er noch einmal eine Rolle fürs Fernsehen an. Danach beendete er seine Laufbahn als Schauspieler. 
Im April 2004 starb Erangey im Alter von 37 Jahren.